# Lewis Carroll
Charles Lutwidge Dodgson, mais conhecido pelo seu pseudônimo Lewis Carroll (Daresbury, 27 de janeiro de 1832 – Guildford, 14 de janeiro de 1898), foi um romancista, contista, fabulista, poeta, desenhista, fotógrafo, matemático e reverendo anglicano britânico. Lecionou matemática no Christ College, em Oxford. É autor do clássico livro Alice no País das Maravilhas, além de outros poemas escritos em estilo nonsense ao longo de sua carreira literária, que são considerados políticos, em função das fusões e da disposição espacial das palavras, como precursores da poesia de vanguarda.

## Primeiros anos e família
A família de Charles Dodgson tinha origens predominantemente no Norte de Inglaterra. A maioria dos seus antepassados foram oficiais do exército ou clérigos, incluindo o seu pai, também chamado Charles Dodgson. Apesar de este ter demonstrado talento para a Matemática e de ter concluído uma licenciatura na Christ Church da Universidade de Oxford, acabou por se tornar pároco depois de se casar com a prima direita, Jane Lutwidge em 1830.
Charles Dodgson nasceu em 27 de janeiro de 1832 na All Saints' Vicarage em Daresbury, Cheshire e foi o terceiro de 11 filhos. Quando Charles tinha 11 anos, o seu pai passou a ser pároco em Croft-on-Tees, Yorkshire e a família mudou-se para a casa paroquial espaçosa. Esta foi a casa da família nos 25 anos seguintes. O pai de Charles era um pároco bastante conservador e ativo da igreja anglicana e acabou por se tornar arquidiácono de Richmond.
Desde criança, Charles recebeu uma educação religiosa em casa, pois o pai tencionava vê-lo seguir essa carreira. As suas "listas de leitura" foram conservadas nos arquivos da família e são um testemunho do seu intelecto precoce: aos sete anos de idade, ele já lia livros como The Pilgrim's Progress. Charles era gago, à semelhança da maioria dos seus irmãos, e isso afetou as suas aptidões sociais ao longo da sua vida. Aos 12 anos, Charles foi enviado para a escola Richmond Grammar School.
Em 1846, Charles começou a estudar na Rugby School, onde foi bastante infeliz como escreveu alguns anos depois de ter deixado a escola: "Não posso dizer... que haja qualquer consideração terrena capaz de me convencer a passar por aqueles três anos outra vez... Posso dizer com sinceridade que se pudesse resguardar-me de aborrecimentos à noite, as dificuldades da vida quotidiana teriam sido relativas ninharias para aguentar". Ele não dizia ter sofrido de bullying, mas dizia que os meninos mais novos eram os principais alvos de bullying na escola. Stuart Dodgson Collingwood, o sobrinho de Charles escreveu: "Apesar de ser difícil para aqueles que só o conhecem como um diácono gentil e reservado acreditar, é verdade que muito depois de ele ter deixado a escola ainda se lembravam do nome dele como o menino que sabia bem usar os punhos para defender uma justa causa", que era a proteção dos meninos mais novos.

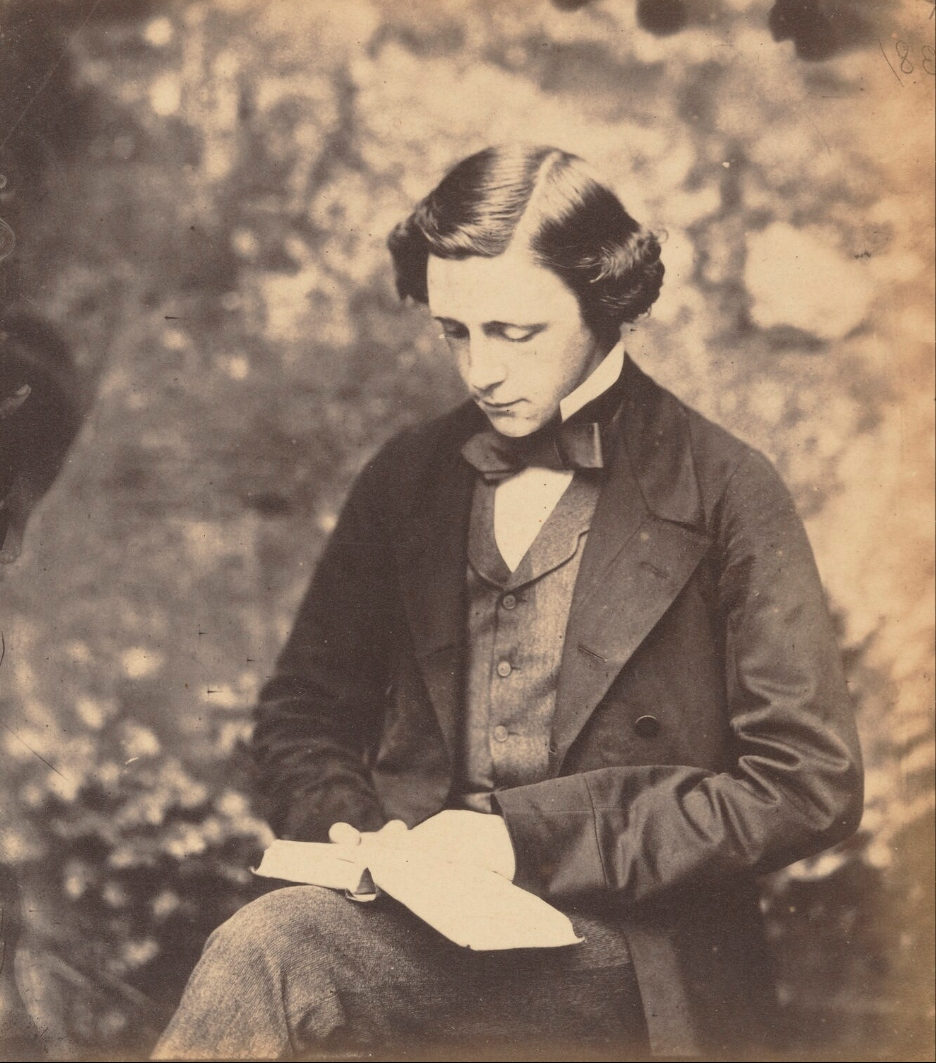
Autorretrato de Lewis Carroll de 1856, quando ele tinha 24 anos

Porém, a nível académico, Charles era bastante dotado sem ter de se esforçar muito. "Nunca tive um menino tão promissor com a idade dele desde que vim para Rugby", observou o professor de Matemática, R. B. Mayor. O livro de Matemática que Charles usou para estudar, The Tutor's Assistant; Being a Compendium of Arithmetic de Francis Walkingame foi preservado e contém uma inscrição em latim que se traduz para: "Este livro pertence a Charles Lutwidge Dodgson: não mexam!". Algumas páginas também incluem notas, sendo um exemplo uma na página 129 que diz: "Esta pergunta não é justa em decimais".
Quando Charles deixou Rugby em 1851, desviou-se de vez da carreira sonhada pelo pai, tendo ingressado na Universidade de Oxford. Charles estava há apenas dois dias em Oxford quando teve de regressar a casa. A sua mãe tinha morrido de uma "inflamação do cérebro", talvez meningite ou um AVC. Ela tinha 47 anos.
Durante o tempo em que passou na universidade, sempre se mostrou um aluno com alto grau de interesse e esforço, o que o fez ganhar uma medalha de honra ao mérito. Devido ao seu desempenho como matemático foi convidado a lecionar na universidade após se formar. Apesar de ter sido infeliz ao início, Charles permaneceu na Christ Church em vários cargos até à sua morte. Um destes cargos foi o de bibliotecário e o seu gabinete era próximo da reitoria, onde vivia Alice Liddell.

## Personalidade e aparência

### Problemas de saúde

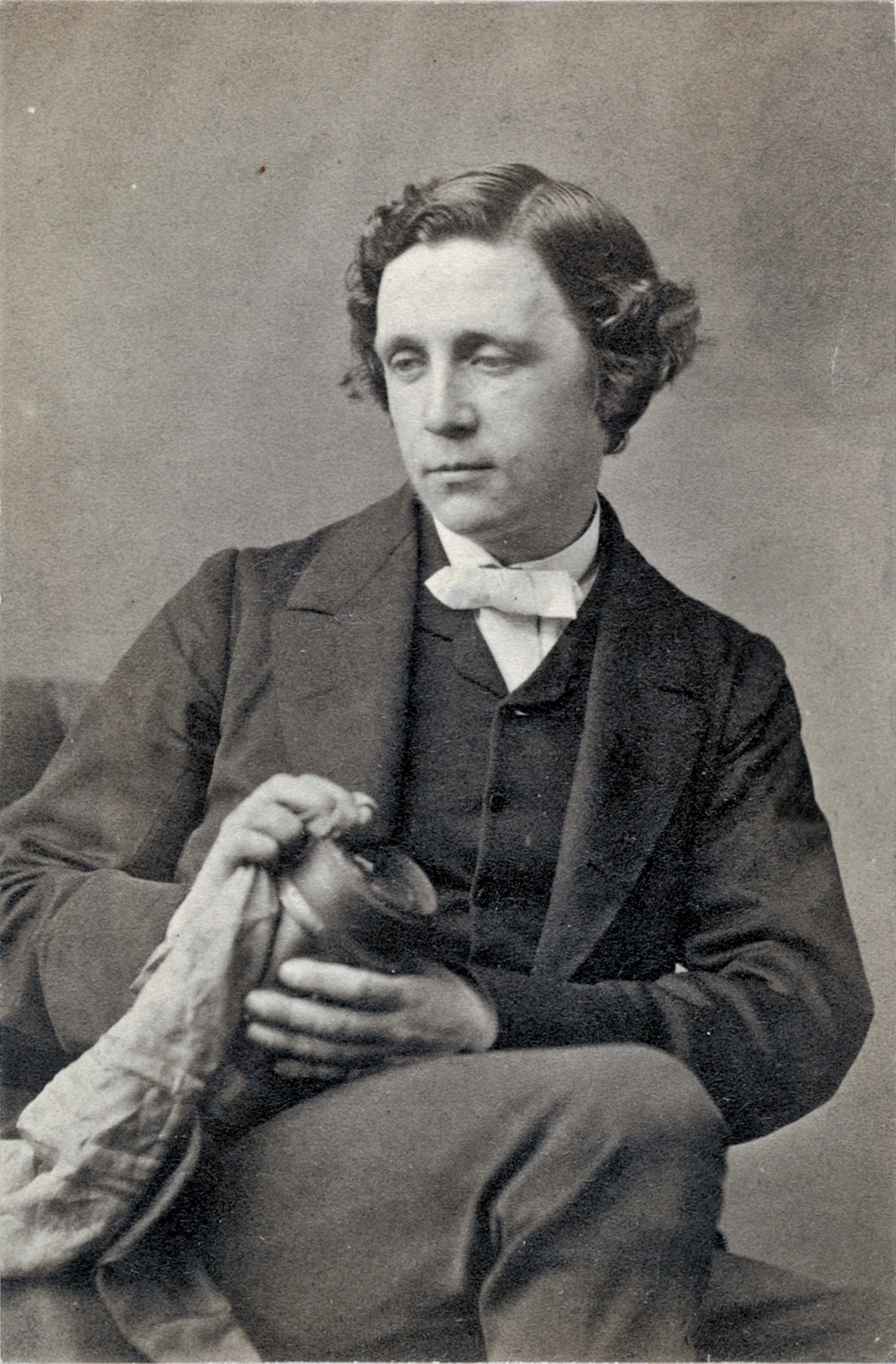
Lewis Carrol fotografado em 1863 por Oscar G. Rejlander

O jovem Charles Dodgson media cerca de 1,83 m. Era alto e magro, tinha cabelo castanho e encaracolado e olhos azuis ou cinzentos. Nos seus últimos anos, descreviam-no como um pouco assimétrico e que tinha uma postura rígida e desajeitada, apesar de tal poder derivar de uma lesão no joelho que sofreu na meia idade. Quando era criança, Charles teve uma febre que o deixou surdo de um ouvido. Aos 17 anos, teve um ataque grave de tosse convulsa que pode ter sido responsável pelos problemas pulmonares que teve nos seus últimos anos de vida. Charles também sofreu de gaguez durante toda a vida.
A gaguez sempre foi uma parte significativa da imagem de Charles. Apesar de haver uma história apócrifa que diz que ele só gaguejava quando falava com adultos e que o seu discurso era fluente quando falava com crianças, não há provas de que isto fosse verdade. Muitas crianças que o conheceram lembravam-se da gaguez e muitos adultos não reparavam nela. O próprio Charles parecia estar mais ciente da sua gaguez do que a maioria das pessoas que o conheciam e diz-se que ele fez uma caricatura de si próprio com a personagem de Dodó em Alice no País das Maravilhas, sendo o seu nome uma referência à sua dificuldade em pronunciar o seu próprio apelido. No entanto, esta é mais uma história que tem sido repetida sem provas. É verdade que ele se referia a ele próprio como dodó, mas é uma especulação que isso se devesse à sua gaguez.
A gaguez de Charles incomodava-o, mas não era debilitante ao ponto de impedir que ele usasse outras competências pessoais para ter sucesso em sociedade. Ele viveu numa época em que as pessoas tinham de criar os seus próprios divertimentos e onde cantar e recitar eram consideradas competências sociais. O jovem Charles tinha boas capacidades nesta área, cantava bem e não tinha medo de o fazer em frente a outras pessoas. Ele também tinha aptidão para a mímica e para contar histórias e era um bom jogador de charadas.

### Relações sociais
No espaço entre as suas primeiras publicações e o sucesso de Alice no País das Maravilhas, Charles começou a travar conhecimentos no círculo social dos Pré-Rafaelitas. Ele conheceu John Ruskin em 1857 e os dois tornaram-se amigos. Por volta de 1863, Charles tornou-se amigo chegado de Dante Gabriel Rossetti e da sua família. Charles tirava fotografias da família no jardim da casa de Rossetti em Chelsea. Charles também, conhecia William Holman Hunt, John Everett Millais, e Arthur Hughes, entre outros artistas. Conhecia ainda o escritor de contos de fadas, George MacDonald e foi a reação entusiasta deste a Alice no País das Maravilhas que o encorajou a tentar publicar o livro.

### Política, religião e filosofia
Em linhas gerais, Charles é considerado conservador a nível político, religioso e pessoal. Martin Gardner considerava que Charles era um Conservador que "admirava lordes e era snobe em relação aos seus inferiores". William Tuckwell no seu Reminiscences of Oxford (1900) considera-o "austero, tímido, preciso, absorto em sonhos matemáticos, atento para com a sua dignidade, rigidamente conservador nas teorias políticas, teológicas e sociais, a sua vida era planeada em quadrados como na paisagem de Alice". Charles foi ordenado diácono da igreja anglicana em 22 de dezembro de 1861. Em The Life and Letters of Lewis Carroll, o editor afirma que: "o seu diário está cheio de descrições tão modestas dele próprio e do seu trabalho, misturadas com orações sinceras (demasiado sagradas e privadas para serem reproduzidas aqui) que Deus podia perdoar o seu passado e ajudá-lo a fazer a Sua vontade no futuro." Quando um amigo lhe perguntou qual era a sua opinião em relação à religião, Charles escreveu em resposta que pertencia à igreja anglicana, mas "duvidava se seria um alto clérigo".
Charles também demonstrou interesse noutras áreas. Ele foi um dos primeiros membros da Society for Psychical Research e uma das suas cartas sugerem que ele achava que o que na época se designava por "leitura de pensamentos" era real. Charles escreveu alguns estudos de vários argumentos filosóficos. Em 1895, ele desenvolveu um argumento de regresso sobre raciocínio dedutivo no artigo "O que a tartaruga disse a Aquiles", que foi publicado num dos primeiros volumes do jornal Mind. O artigo voltou a ser publicado no mesmo jornal cem anos depois, em 1995, em conjunto com um artigo de Simon Blackburn.

## Hobbies
Quando criança, Carroll brincava com marionetes e prestidigitação (também chamado mágica ou ilusionismo), e durante a sua vida gostou de fazer passes de mágica, especialmente para as crianças. Gostava de modelar um camundongo com um lenço e em seguida fazê-lo pular misteriosamente com a mão. Ensinava as crianças a fazer barquinhos e pistolas de papel, que estalavam ao serem vibradas no ar. Interessou-se pela fotografia quando esta arte mal havia surgido, especializando-se em retratos de crianças e pessoas famosas e compondo suas imagens com notável habilidade e bom gosto.
Carroll era apaixonado por vários tipos de jogos, tanto que inventou um grande número de enigmas, jogos matemáticos e de lógica; gostava de teatro e era frequentador de ópera, e manteve uma amizade por toda a vida com a atriz Ellen Terry.

## Atividades artísticas

### Literatura

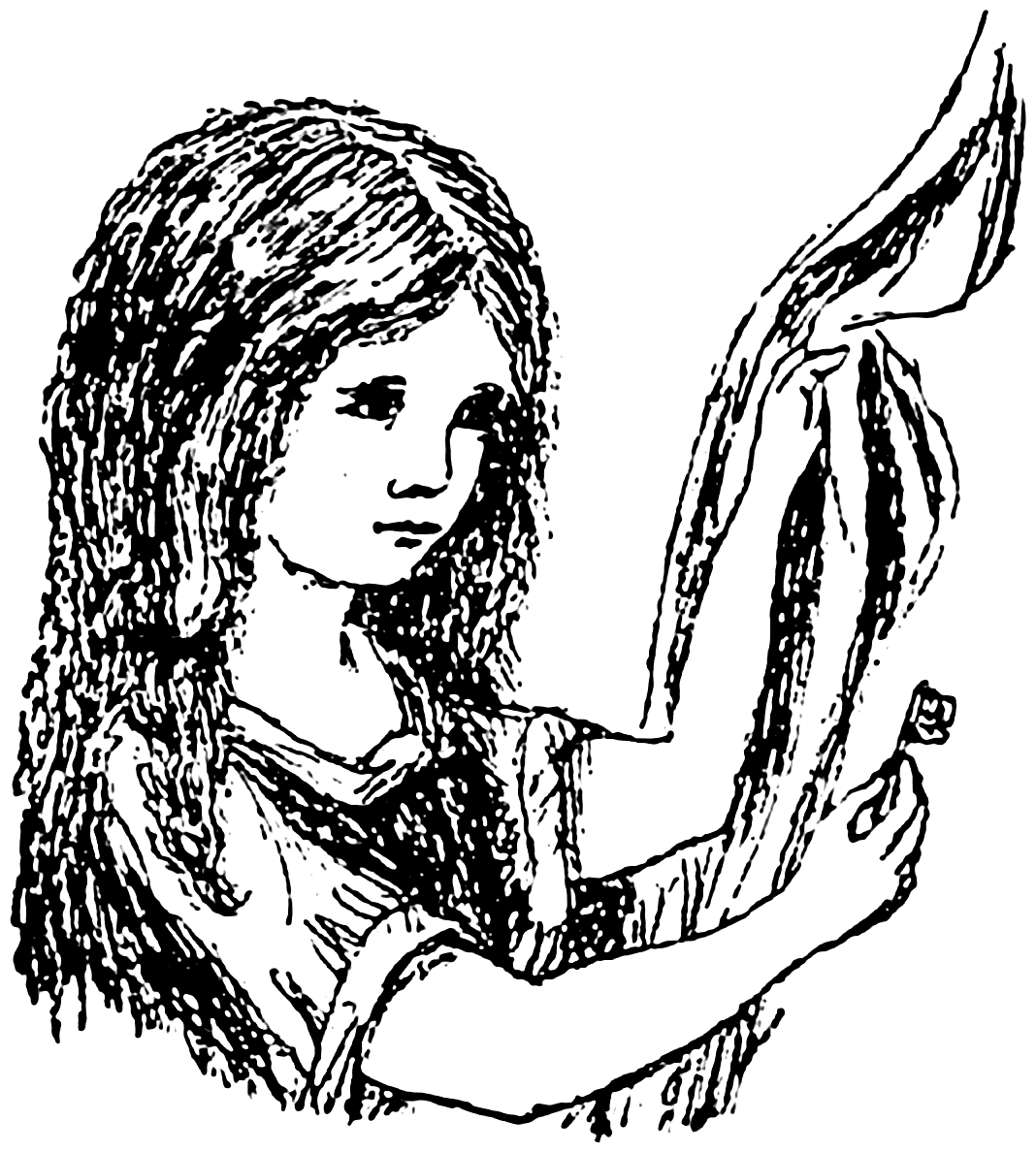
Uma das ilustrações de Lewis Carroll

Charles começou a escrever poesia e contos desde tenra idade e criou uma revista para a sua família, Mischmasch. Entre 1854 e 1856, o seu trabalho surgiu nas publicações nacionais The Comic Times and The Train e também em revistas menos conhecidas como a Whitby Gazette e a Oxford Critic. A maioria das suas contribuições eram de natureza humorística e por vezes satírica, mas ele tinha ambições maiores: "Acho que ainda não escrevi nada que seja digno de uma verdadeira publicação, mas penso que vou conseguir um dia", escreveu no seu diário em julho de 1855.
Em março de 1856, Charles escreveu o seu primeiro texto com o pseudónimo que o tornaria famoso. Um poema romântico chamado "Solitude" surgiu na revista The Train, sendo atribuído a "Lewis Carroll". Este pseudónimo era um jogo de palavras com o seu nome verdadeiro: Lewis era a forma anglicizada de Ludovicus, e Carroll era um apelido irlandês parecido com o nome latino Carolus, do qual vem o nome Charles. A transição foi feita da seguinte forma: a tradução para latim de "Charles Lutwidge" é "Carolus Ludovicus" e este nome traduzido para inglês é "Carroll Lewis" e depois ele trocou os nomes de ordem e criou o pseudónimo "Lewis Carroll". Este pseudónimo foi escolhido pelo editor Edmund Yates a partir de uma lista enviada por Charles, sendo que os outros eram: Edgar Cuthwellis, Edgar U. C. Westhill, e Louis Carroll.

#### Os livros de Alice

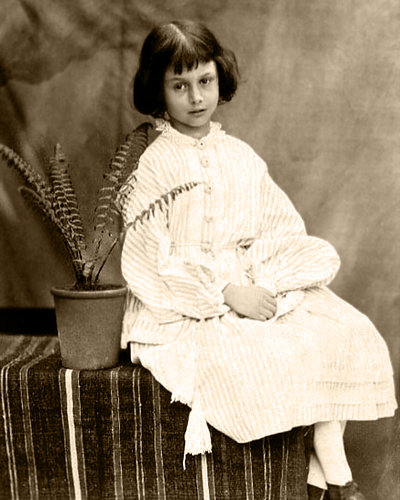
Alice Liddell (foto) foi a inspiração de Carroll para criar Alice no País das Maravilhas

Em 1856, o reitor Henry Liddell chegou a Christ Church e trouxe com ele a sua jovem família. Nos anos seguintes, todos eles desempenhariam papéis importantes na vida de Charles Dodgson e influenciariam a sua carreira como escritor. Charles travou amizade com a mulher de Henry, Lorina, e com os seus filhos, principalmente com as três irmãs Lorina, Edith e Alice Liddell: o poema acróstico publicado no final de Alice do Outro Lado do Espelho soletra o seu nome completo e também há várias referências superficiais a Alice escondidas ao longo dos dois livros. Fica a nota que Charles negou várias vezes nos seus últimos anos de vida que a sua "pequena heroína" se baseasse em qualquer criança real e ele dedicava frequentemente as suas obras a meninas e mulheres que conhecia, acrescentando o seu nome em poemas acrósticos no início dos textos. O nome de Gertrude Chataway surge nesta forma no início de The Hunting of the Snark e ninguém sugere que nenhuma das personagens desta narrativa seja baseada nela.
Não há muita informação (os diários de Charles entre 1858 e 1862 desapareceram), mas parece claro que a sua amizade com a família Liddell foi uma parte importante da sua vida e que ele tinha o hábito de levar as crianças em passeios de barco (primeiro o rapaz, Harry, e depois as três meninas).
A história de Alice no País das Maravilhas originou-se em 1862, quando Carroll fazia um passeio de barco no rio Tâmisa com sua amiga Alice Liddell (com 10 anos na época). Ele começou a contar uma história que deu origem à atual, sobre uma menina chamada Alice que ia parar em um mundo fantástico após cair numa toca de um coelho. A verdadeira Alice gostou tanto da história que pediu que Carroll a escrevesse.

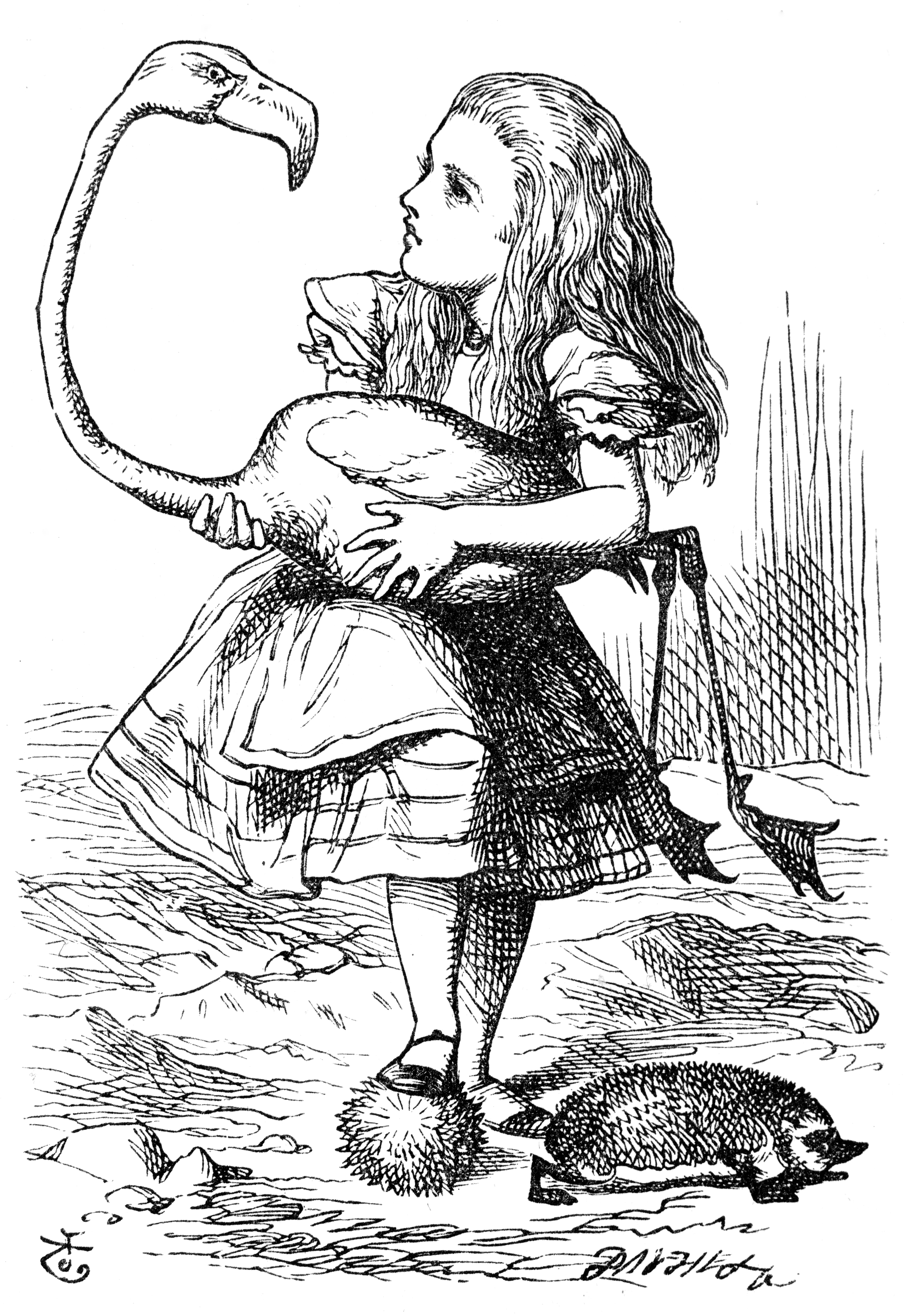
Ilustração de Alice no País das Maravilhas de John Tenniel

Charles atendeu ao pedido e em 1864 surpreendeu-a com um manuscrito chamado Alice's Adventures Underground, ou As Aventuras de Alice Embaixo da Terra, em português. Mais tarde decidiu publicar o livro e mudou a versão original, aumentando seu conteúdo de 18 mil palavras para 35 mil, notavelmente acrescentando as cenas do Gato de Cheshire e do Chapeleiro.
A tiragem inicial de dois mil exemplares de 1865 foi removida das prateleiras, devido a reclamações do ilustrador John Tenniel sobre a qualidade da impressão. A segunda tiragem esgotou-se nas vendas rapidamente, e a obra se tornou um grande sucesso.
O sucesso comercial do primeiro livro de Alice mudou a vida de Charles Dodgson. A fama do seu pseudónimo, Lewis Carroll, espalhou-se por todo o mundo. Charles era inundado com cartas de fãs e com atenção que muitas vezes não desejava. Uma história popular diz que a própria rainha lhe terá pedido para lhe dedicar o seu próximo livro e Charles enviou-lhe uma cópia: um manual de matemática intitulado An Elementary Treatise on Determinants. No entanto, o próprio Charles negou a história, dizendo: "É completamente falsa em todos os aspetos, nunca aconteceu nada parecido". A história também é improvável por outros motivos, como comenta T.B. Strong num artigo do jornal Times: "Seria estranho associar o autor de Alice com o autor de manuais de matemática".
Charles começou a ganhar bastante dinheiro com o livro, mas nunca deixou o seu trabalho (que aparentemente não gostava) na Christ Church.
Em 1998, a primeira impressão do livro (que fora rejeitada) foi leiloada por 1,5 milhão de dólares americanos.
No final de 1871, Charles publicou a sequela, Through the Looking-Glass, and What Alice Found There (Alice Através Do Espelho E O Que Ela Encontrou Lá, em português). O seu tom mais sombrio pode refletir as mudanças na vida de Charles. A morte do seu pai em 1868 fez com que ele entrasse numa depressão que durou alguns anos.

#### Enigmas
Ambos os livros infantis de Carroll contêm inúmeros problemas de matemática e lógica ocultos no seu texto. Em Alice no país das maravilhas, a personagem Alice entra em uma toca atrás de um coelho falante e cai em um mundo fantástico e fantasioso. Muitos enigmas contidos em suas obras são quase que impercetíveis para os leitores atuais, principalmente os não-anglófonos, pois continham referências da época, piadas locais e trocadilhos que só fazem sentido na língua inglesa.

#### The Hunting of the Snark
Em 1876, Charles produziu a sua grande obra seguinte: The Hunting of the Snark (A Caça ao Snark em português), um poema de fantasia nonsense com ilustrações de Henry Holiday. A história explora as aventuras de uma tripulação bizarra composta por nove comerciantes e um castor que partem em busca de um snark. A obra recebeu críticas mistas dos contemporâneos de Lewis Carroll, mas foi bastante popular junto do público, tendo várias edições entre 1876 e 1908 e várias adaptações na forma de musicais, ópera, teatro e música. Ao que parece, o pintor Dante Gabriel Rossetti ficou convencido de que o poema era sobre ele.

#### Sylvie and Bruno
Em 1895, 30 anos depois da publicação dos livros de Alice, Carroll tentou reproduzir o seu sucesso com um conto em dois volumes dos irmãos fada, Sylvie e Bruno. Carroll entrelaça duas histórias passadas em mundos alternativos: um deles na Inglaterra rural e outro nos reinos das fadas de Elfland, Outland e outros. O mundo do conto de fadas satiriza a sociedade inglesa e, mais especificamente, o mundo académico. Sylvie and Bruno foi publicado em dois volumes e é considerado um conto de menor qualidade, apesar de ter tido várias edições ao longo de mais de um século.

### Fotografia

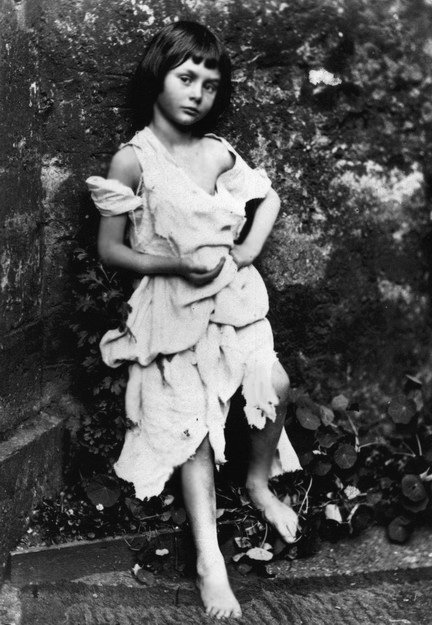
Foto de Alice Liddell tirada por Lewis Carroll (1858)

Em 1856, Charles começou a praticar a nova arte da fotografia, sob influência do seu tio, Skeffington Lutwidge e mais tarde do seu amigo de Oxford, Reginald Southey. Em pouco tempo, Charles começou a destacar-se nesta área e tornou-se num fotógrafo conhecido e até chegou a considerar fazer da fotografia a sua principal fonte de rendimento no início da carreira.
Num estudo, Roger Taylor e Edward Wakeling fizeram uma lista exaustiva de todas as fotografias que sobreviveram e Taylor calcula que mais de metade do seu trabalho que chegou aos dias de hoje sejam fotos de meninas. No entanto, mais de 60% do seu trabalho desapareceu. Charles também fotografou homens, mulheres, meninos e paisagens, para além de esqueletos, bonecas, cães, estátuas, pinturas e árvores. As sessões de fotos que Charles fazia com crianças tinham um pai presente e muitas das fotografias foram tiradas no jardim dos Liddell porque era necessária luz solar natural para obter uma boa exposição.
Charles também descobriu que a fotografia era útil para entrar em círculos sociais mais importantes. Durante o período mais produtivo da sua carreira, Charles tirou retratos a figuras notáveis, entre elas: John Everett Millais, Ellen Terry, Dante Gabriel Rossetti, Julia Margaret Cameron, Michael Faraday, Lord Salisbury e Alfred Tennyson.
Na altura em que Charles terminou de forma súbita a sua atividade como fotógrafo (em 1880, depois de praticar a arte durante 24 anos), ele tinha estabelecido o seu próprio estúdio no telhado de Tom Quad, em Oxford, tinha criado cerca de 3000 imagens e era um mestre amador deste meio. No entanto, restam menos de 1000 imagens do seu acervo, uma vez que a maioria foi desaparecendo com o tempo ou foi destruída deliberadamente. Ele deixou de tirar fotografias porque manter o seu estúdio estava a consumir-lhe demasiado tempo. Charles usava o processo de colódio húmido e muitos fotógrafos da década de 1870 já estavam a usar o processo fotográfico a seco e conseguiam tirar fotos mais rapidamente.

## Morte
Charles Dodgson morreu de gripe, seguida de pneumonia em 14 de janeiro de 1898 na casa da sua irmã, "The Chestnuts" em Guildford. Faltavam duas semanas para completar 66 anos de idade. Encontra-se sepultado no Cemitério de Guildford, Surrey na Inglaterra.

## Edições
Edições brasileiras das obras de Carroll são: Alice no país das maravilhas (1865) e Alice Através do espelho (1872), Algumas Aventuras de Silvia e Bruno, Rimas do país das maravilhas, A caça ao turpente e Obras escolhidas.

## Publicações

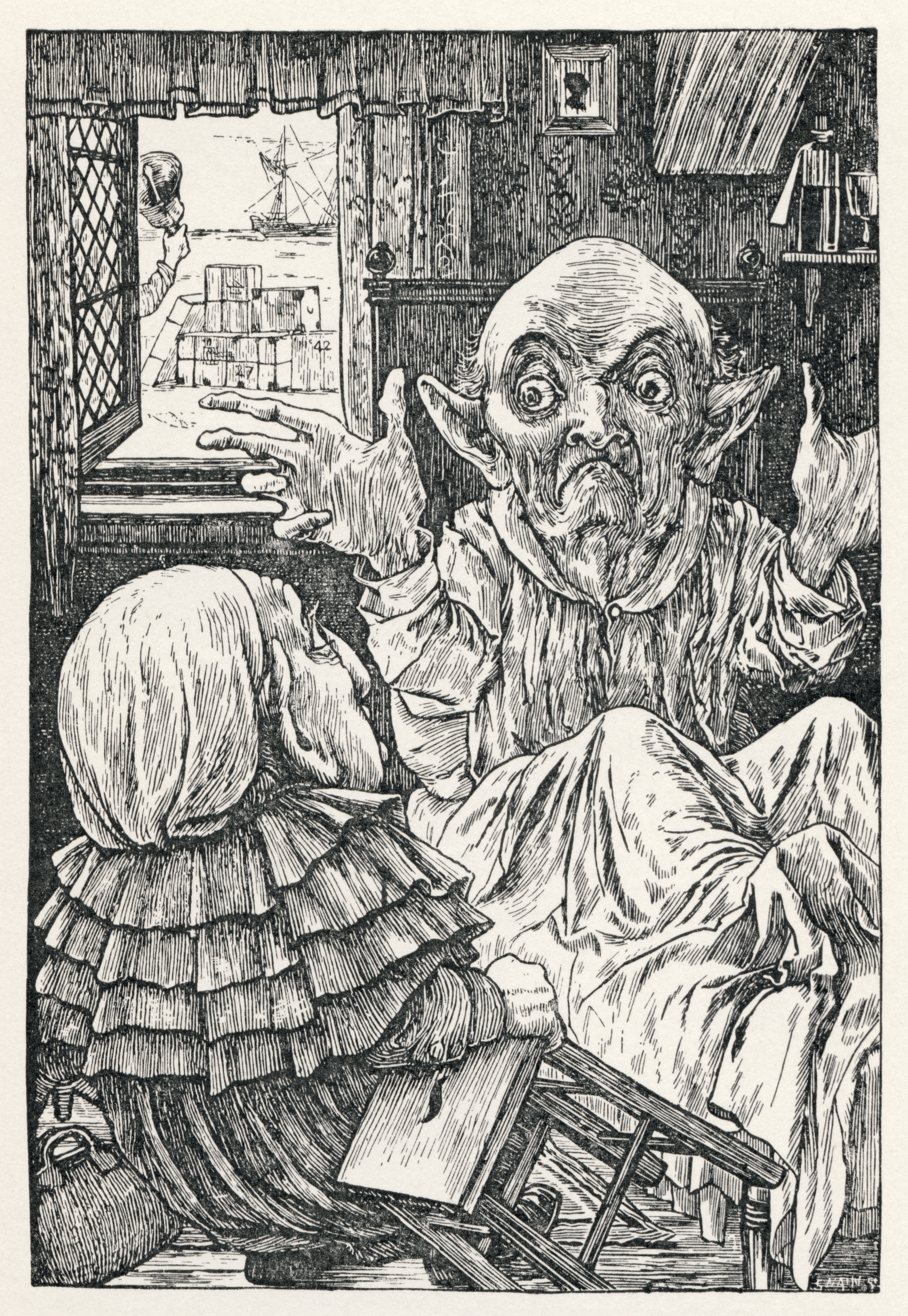
Ilustração de Henry Holiday para a edição original de The Hunting of the Snark, poema escrito por Lewis Carroll em 1874.

### Obras literárias
- La Guida di Bragia, a Ballad Opera for the Marionette Theatre (por volta de 1850)
- "Miss Jones", comic song (1862)[32]
- Alice's Adventures in Wonderland (1865)
- Phantasmagoria and Other Poems (1869)
- Through the Looking-Glass, and What Alice Found There (inclui "Jabberwocky" e "The Walrus and the Carpenter") (1871)
- The Hunting of the Snark (1876)
- Rhyme? And Reason? (1883) — compartilha alguns conteúdos com a coleção de 1869, incluindo o longo poema "Phantasmagoria"
- A Tangled Tale (1885)
- Sylvie and Bruno (1889)
- The Nursery "Alice" (1890)
- Sylvie and Bruno Concluded (1893)
- Pillow Problems (1893)
- What the Tortoise Said to Achilles (1895)
- Three Sunsets and Other Poems (1898)
- The Manlet (1903)[33]

### Trabalhos matemáticos
- A Syllabus of Plane Algebraic Geometry (1860)
- The Fifth Book of Euclid Treated Algebraically (1858 e1868)
- An Elementary Treatise on Determinants, With Their Application to Simultaneous Linear Equations and Algebraic Equations
- Euclid and his Modern Rivals (1879), tanto literários quanto matemáticos em estilo
- Symbolic Logic Part I
- Symbolic Logic Part II (publicado postumamente)
- The Alphabet Cipher (1868)
- The Game of Logic (1887)
- Curiosa Mathematica I (1888)
- Curiosa Mathematica II (1892)
- A discussion of the various methods of procedure in conducting elections (1873), Suggestions as to the best method of taking votes, where more than two issues are to be voted on (1874), A method of taking votes on more than two issues (1876), coletado como The Theory of Committees and Elections, editado, analisado e publicado em 1958 por Duncan Black

### Outras obras
- Some Popular Fallacies about Vivisection
- Eight or Nine Wise Words About Letter-Writing
- Notes by an Oxford Chiel
- The Principles of Parliamentary Representation (1884)

## Em outras obras
- O poema de Lewis intitulado A Morsa e o Carpinteiro aparece no livro 11 da famosa série de livros de Lemony Snicket, Desventuras em Série.

### Publicações brasileiras
- Carroll, Lewis (2024). As Aventuras de Alice no País das Maravilhas. [S.l.]: Compêndio Nerd. ISBN 978-65-00-29866-6
- Carroll, Lewis (2025). A Caça ao Snark. [S.l.]: Compêndio Nerd. ISBN 978-65-99-61296-1